# La Nuit du Templier
 (mai 2021).
La mise en forme du texte ne suit pas les recommandations de Wikipédia : il faut le « wikifier ».
Les points d'amélioration suivants sont les cas les plus fréquents :
- Les titres sont pré-formatés par le logiciel. Ils ne sont ni en capitales, ni en gras.
- Le texte ne doit pas être écrit en capitales (les noms de famille non plus), ni en gras, ni en italique, ni en « petit »…
- Le gras n'est utilisé que pour surligner le titre de l'article dans l'introduction, une seule fois.
- L'italique est rarement utilisé : mots en langue étrangère, titres d'œuvres, noms de bateaux, etc.
- Les citations ne sont pas en italique mais en corps de texte normal. Elles sont entourées par des guillemets français : « et ».
- Les listes à puces sont à éviter, des paragraphes rédigés étant largement préférés. Les tableaux sont à réserver à la présentation de données structurées (résultats, etc.).
- Les appels de note de bas de page (petits chiffres en exposant, introduits par l'outil «  Source ») sont à placer entre la fin de phrase et le point final[comme ça].
- Les liens internes (vers d'autres articles de Wikipédia) sont à choisir avec parcimonie. Créez des liens vers des articles approfondissant le sujet. Les termes génériques sans rapport avec le sujet sont à éviter, ainsi que les répétitions de liens vers un même terme.
- Les liens externes sont à placer uniquement dans une section « Liens externes », à la fin de l'article. Ces liens sont à choisir avec parcimonie suivant les règles définies. Si un lien sert de source à l'article, son insertion dans le texte est à faire par les notes de bas de page.
- La présentation des références doit suivre les conventions bibliographiques. Il est recommandé d'utiliser les modèles {{Ouvrage}}, {{Chapitre}}, {{Article}}, {{Lien web}} et/ou {{Bibliographie}}. Le mode d'édition visuel peut mettre en forme automatiquement les références.
- Insérer une infobox (cadre d'informations à droite) n'est pas obligatoire pour parachever la mise en page.

Pour une aide détaillée, merci de consulter Aide:Wikification.
Si vous pensez que ces points ont été résolus, vous pouvez retirer ce bandeau et améliorer la mise en forme d'un autre article.

La Nuit du Templier (Night of the Templar) est un film américain sorti en 2013. Il met en vedette Paul Sampson, David Carradine, Udo Kier et Norman Reedus.

## Synopsis
Lord Grégoire, un Templier du XIVe siècle, est trahi par ses hommes qui veulent s'emparer des richesses prises à l'ennemi et que le chevalier veut rendre au clergé. Ses hommes ne sont pas d'accord. Ils l'assassinent avec les quelques personnes qui lui ont été fidèles. Avant de mourir, Lord Grégoire leur promet qu'après qu'ils auront profité de dix vies d'excès, il reviendra se venger. Sept cent ans plus tard, il ressuscite sous le nom de Jake McCallister et entreprend d'assouvir sa vengeance en invitant chez lui la réincarnation de ses assassins. Après leur avoir confié un livre racontant l'histoire de Lord Grégoire, il les massacre les uns après les autres.

## Fiche technique
- Titre : La Nuit du Templier
- Titre original : Night of the Templar
- Réalisation : Paul Sampson
- Scénario : Paul Sampson
- Musique : Evan Evans
- Photographie : Iri Sarfati
- Décors : Jennifer Lemmon
- Effets spéciaux : Karen Stein
- Production : Paul Sampson
- Pays d'origine : États-Unis
- Format : Couleur
- Genre : Drame, Comédie
- Durée : 101 minutes
- Budget : 2 300 000 $
- Date de sortie : 22 janvier 2013  États-Unis

## Distribution
- Paul Sampson : Lord Grégoire/Jake McCallister
- David Carradine : l'épicier
- Udo Kier : père Paul
- Norman Reedus : Henry Flesh
- Billy Drago : Shauna le Chef
- Nick Jameson : Lord Renault
- Jack Donner : le Grand Maître
- Ingrid Sonray : Amy
- Lisa Gleave : Ashley
- Sofie Newman : Céline
- Mary Christina Brown : Japoniko
- Hrach Titizian : Melkon
- Assaf Cohen  : Ménas

## Autour du film
Le film a été tourné en partie au ranch d'Agua Dulce à Agua Dulce en Californie.